# فهرست شخصیت‌ها، مکان‌ها و رویدادهای افسانه‌ای مصر باستان

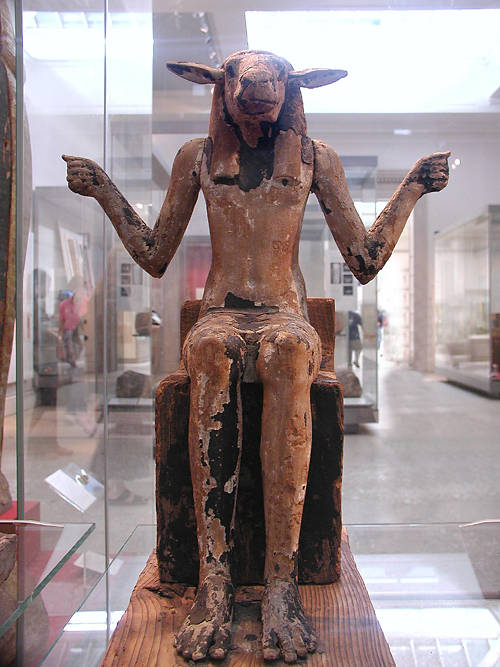
مجسمه ای مربوط به دوران مصر باستان که دیوی با بدن انسان و سر بز را نشان میدهد که دستانش را احتمالآ برای نگه داشتن دو مار دراز کرده است موزه بریتانیا

در این صفحه فهرستی از شخصیت‌ها، مکان‌ها و رویدادهای افسانه‌ای مصر باستان را می‌بینید. با کلیک روی هر پیوند، به صفحهٔ مخصوص آن بروید.

## توضیحات
این صفحه در رابطه با شخصیت‌ها، مکان‌ها و رویدادهای افسانه‌ای مصر باستان است.

## آ
- آتوم
- آتون
- آپیس
- آپوفیس
- آمون
- آنهور
- آنوبیس
- آنوکت
- آموت

## ا
- ازیریس
- اوپوآوت
- ایسیس، (به انگلیسی: Isis)، الههٔ طبیعت در مصر باستان.
  - ایزیس
- ایمهوتپ یا ایم‌حوتب
- اش (ایزد)

## ب
- باستت
- بوتو (اسطوره)
- بس

## پ ژ ا س
- پتاح
- پکهت

## ت
- تحوت
- تفنوت
- تینیس

## ج
- جدفرع
- چهار فرزند هورس

## چ
- چد

## ح
- حوروس ارشد
- حوروس
- حاثور (حتحور)
- حابی
- حکت

## خ
- خپری
- خوفو
- خونس

## ر
- رع

== ز ==ی م ذ

## س
- ساتی (اسطوره مصر)
- ست
- سخمت
- سراپیس
- سشات
- سنموت
- سنفرو
- سوبک

## ش
- شای
- شپ‌سسکاف
- شو

## ف
- فرعون

## گ
گبگ م ک ی ا ر ی

## م
- مین (اسطوره)
- منتو
- موت
- مونت (اسطوره)
- ماعت
- منکورع
- مافدت
- ممفیس (مصر باستان)
- مسخنت

## ن
- نوت
- نیث
- نفتیس
- نفرتوم

## ه
- هلیوپلیسی‌ها
- هاروئریس
- هارپوکراتس
- هاپی
- هرخس

## ی
- یاه
- یویا